# كولين آن فيتزباتريك
كولين آن فيتزباتريك (بالإنجليزية: Colleen Anne Fitzpatrick)‏ هي عارضة أسترالية، ولدت في 5 يناير 1938 في أستراليا، وتوفيت في 12 أغسطس 2017.